# Hernán Carrillo Altamirano
Hernán Carrillo Altamirano (1573 - ca. 1650) (también conocido como Fernando Carrillo Altamirano) fue un abogado novohispano de la Real Audiencia de la Ciudad de México, doctor en cánones en la Real y Pontificia Universidad de México, y protector general de los indios de la Nueva España.

## Datos biográficos
Hijo de Hernán Mateo Carrillo y de Ana Basques Calderón, (a su vez hija de Hernán Sánchez Martínez y de María Diez de Angueta). Fue bautizado el 18 de diciembre de 1573 en la Ciudad de México. Su abuelo paterno fue el licenciado Juan Gutiérrez Altamirano, primo político y abogado de Hernán Cortes (Hernán Mateo Carrillo fue hijo natural del Lic. Juan Gutiérrez Altamirano). Se casó con María Treviño y Dueñas, con quien tuvo varios hijos, entre ellos a Ana (1605), Leonor (1606), Hernando (1609), Agustín (1613), y Antonia (1615).
Estudio en la Real y Pontificia Universidad de México, de donde se graduó como bachiller en Leyes. Desde el año 1598 fue abogado en la Real Audiencia de la Ciudad de México. La audiencia le nombró relator en 1602, oficio que desempeñó durante tres años. Más tarde, en 1608, el virrey Marqués de Salinas del Río Pisuerga, Luis de Velasco y Castilla, lo nombró abogado protector general de los indios de la Nueva España. Recibió el grado de doctor en cánones en la Real y Pontificia Universidad de México el 22 de junio de 1608 (según otras fuentes en 1611), y en esa ocasión su primo, Juan Gutiérrez Altamirano y Osorio de Castilla, fue su padrino. Fue enviado a Pachuca por el virrey Luis de Velasco y Castilla, con la comisión de conocer todas las causas de los ensayadores de minas de aquella región, y en 1609, le fue comunicada la real provisión para que continuara con esa labor. Luego, el 23 de noviembre de 1613, fue elegido diputado en la universidad, en el mismo evento en el que juró el nuevo rector y los demás diputados fueron elegidos. Posteriormente, otro virrey, el marqués de Guadalcázar, Diego Fernández de Córdoba, lo nombró también abogado de las causas tocantes a bienes difuntos en 1615. El 11 de noviembre de 1623, volvió a jurar como diputado en la universidad. Para 1624, era también capitán de infantería, y en 1625, sirvió de testigo para Juan de Oñate como caballero de Santiago.

## Obra como Protector General de los Indios de la Nueva España
Entre sus acciones dentro de la Protectoría de indios, en 1616, amparó a los indígenas del pueblo de San Lorenzo Queréndaro en la plena posesión de sus tierras, las cuales eran pretendidas por los latifundistas aledaños a los terrenos comunales. Ese mismo año, realizó una petición para que le otorguen licencia para poder portar espada y daga al mulato Francisco de Sosa, su trabajador.
Cuatro años después, en 1620, dirigió un famoso memorial al rey Felipe III, en el cual criticó el sistema de trabajo para los indígenas, denominado repartimiento, e indicó los efectos adversos que tenía para los colonos el control burocrático de los indígenas. En su exposición, el doctor Carrillo Altamirano mencionó: “En donde quiera que se cavan minas mengua el número de los indios; pero en las provincias de Campeche, donde no hay minas, el número de los indios creció más de una tercera parte desde la conquista de la América, aunque ni el suelo ni el clima son tan buenos como en el Perú o Méjico". Este escrito se publicó en Madrid en forma de folleto.

## Propiedades y haciendas
Alrededor de 1606, inició la posesión y adquisición de grandes extensiones de terrenos en el centro del país, cuando compró el sitio de ganado mayor y ocho caballerías de la Hacienda de la Erre, en el estado de Guanajuato, a Pedro Rodríguez Montero, a quién pocos días antes se las había cedido el virrey Marqués de Montes Claros, Juan de Mendoza y Luna, virrey entre 1603 y 1607.
En 1608, fue nombrado juez de comisión para diligencias de acuerdos de tierras y estancias de ganado mayor y menor.
Posteriormente, el virrey marqués de Salinas del Río Pisuerga, Luis de Velasco y Castilla, virrey entre 1607 y 1611, mercedó al doctor un sitio de ganado mayor el 16 de abril de 1611.
Dos años después, en 1613, envió cartas a Leonardo de Zalazar, sobre las tierras que la comunidad de este último tenía para ganado menor, y no habían sido aprovechadas ni habitadas en Guauguichula (Huaquechula). Ese mismo año, pidió censuras para que Gaspar de la Barrera y otros declararan sobre la ocultación de bienes de sus difuntos suegros, Jerónimo Treviño y Leonor Dueñas.
Luego, el 6 de agosto de 1613, el médico Juan de Contreras le transfirió un sitio para ganado mayor y 4 caballerías entre la villa de San Miguel y las vertientes de la sierra de las minas de Guanajuato. Dos años antes, el virrey don Luis de Velasco y Castilla había hecho merced de estas propiedades a Juan Carrillo Altamirano (pariente de Hernán) quien entre otras cosas había sido alguacil mayor de las Minas de Taxco y luego de Tlalpujahua en 1610, pero como este le debía dinero a Juan de Contreras, se las tuvo que ceder, hasta de Hernán las recupero.
Más tarde, el 9 de noviembre de 1613 el virrey marqués de Guadalcázar, Diego Fernández de Córdoba, virrey de 1612 a 1621, le hizo merced e dos sitios de estancia de ganado mayor cerca de San Antón de las Minas. Aun ese mismo año, el 5 de diciembre de 1613 el doctor compró a Alonso Cabrera de Sosa un sitio para ganado mayor en los “términos de la villa de San Miguel”.
Dos años después. el dos de abril de 1615 el mismo virrey Diego Fernández de Córdoba le mercedó 2 sitios, uno para ganado mayor y el otro para menor y luego le mercedó otro sitio para ganado mayor el 8 de julio de 1615.
El 18 de febrero de 1616 el mismo virrey Diego Fernández de Córdoba, le mercedó nuevamente un sitio para ganado mayor y dos caballerías entre las villas de San Miguel y San Felipe. Por la misma época, se hizo de los sitios llamados San Mateo y Las Lagunillas, que estaban cerca de los anteriores.
Después, el 17 de mayo de 1616 el virrey Diego Fernández de Córdoba, hizo merced a Luis de Cárdenas de un sitio de ganado mayor, 8 de ganado menor y dos caballerías los que el 16 de junio del mismo año vendió al doctor Carrillo Altamirano. Finalmente, en el mes de mayo de 1616, este mismo virrey hizo merced a Miguel López de diez caballerías que éste vendió el 23 de junio del mismo año al doctor.

## Participación en la revuelta popular del 15 de enero de 1624
El 15 de enero de 1624, participó, por parte de la Real Audiencia, en el levantamiento en contra el virrey marqués de Gelves, Diego Carrillo de Mendoza y Pimentel, y a favor del arzobispo de México, Juan Pérez de la Serna. Entre una de las causas del descontento, el doctor Carrillo Altamirano, había sido acusado por este virrey de una muerte y de cobrar un salario excesivo de 600 pesos con que los indios le contribuían.
Luego del levantamiento, se le nombró miembro de la comisión de residencia del Marqués de Gelves, y posteriormente fue elegido por la Real Audiencia como enviado personal a España con los documentos explicativos de la acción contra el virrey. Se le eligió por considerársele “estimado por sus letras y conocida nobleza y conocido caudal de persona”. A esta misión le acompañó el regidor Cristóbal de Molina, por parte del cabildo.